# Магікленд (фільм, 2020)
«Магікленд» (англ. Magikland) — філіппінський фентезійно-пригодницький фільм 2020 року, знятий режисером Крістіаном Акуньєю, виробництва Brightlight Productions і Gallaga Reyes Films. Фільм став одним із фільмів-учасників кінофестивалю Metro Manila 2020 року. У центрі сюжету — четверо дітей, які потрапляють до Магікленду, фантастичного світу, що є місцем дії мобільної гри.

## Сюжет
Напередодні Різдва Бой (Міггз Куадерно) проводить ніч зі своєю госпіталізованою та вмираючою матір'ю (Жаклін Хосе), сестри Мара (Елайджа Алехо) і Кіт (принцеса Алія) вечеряють зі своїми батьками, які не проживають на батьківщині (Ауді Гемора та Марісель Лакса), а Пет, безпритульна дитина, отримує викрадений мобільний телефон. Після цього всі четверо починають грати у Magikland — популярну мобільну гру, але потрапляють у однойменний фентезійний світ після того, як їх змушують стрибнути в портал.
У Магікленді Мама Мандалаган (Бібет Ортеза), мудра жінка, сказала чотирьом дітям, що їм судилося врятувати Магікленд, і вона дала кожному з них власне завдання, щоб отримати чотири види зброї, які їм знадобляться, щоб перемогти Могродо-Ор (Хайме Забарте), який прагне захопити королівство, яким править принцеса Дія (Гейлі Мендес).

## Акторський склад
У фільмі знімалися:
- Міггс Куадерно — хлопчик / хлопчик Бакунава
- Елайджа Алехо — Мара / Мара Марапара
- Принцеса Алія — Кіт / Кіт Канлаон
- Джош Юдженіо — Пет / Пет Патаґ
- Джамір Забарте — Могродо-Ор
- Гейлі Мендес — принцеса Дія
- Бібет Ортеза — мама Мандалаган

Хун Урбано також виконав одну з ключових ролей. Також до акторського складу увійшли Джекілу Бланко, Вілма Донт, Мілен Дізон, Шері Гіл, Марісель Лакса, Агот Ісідро, Катріна Халілі, Жаклін Хосе, Курт Соберано, Луїс Аланді, Паоло Контіс, Габбі Айгенманн, Райан Айгенманн та Роуелл Сантьяго.

## Виробництво
Режисером «Магікленду» є Крістіан Акунья, а продюсерами — Олбі Бенітез, Пеке Галлага та Лор Рейес. Фільм створено студіями Brightlight Productions та Gallaga Reyes Films.
Повідомляється, що приблизно 70–95 % фільму становлять анімація та комп'ютерна графіка. Основні зйомки розпочалися приблизно 2017 року й тривала п'ять місяців, а постпродакшн тривав два роки. Сцени були зняті з використанням живих акторів у багатьох місцях, зокрема на майданчиках у Танаї та Антіполо в Різалі. Спочатку планувалося, що бюджет фільму не перевищуватиме 90 мільйонів ₱, а зрештою виробництво Magikland коштувало понад 100 мільйонів ₱.
За словами Галлаги, натхненням для створення фільму став однойменний тематичний парк у Сілаї, Західний Негрос. Галлага, розповідаючи про те, наскільки «Магікленд», тематичний парк, пов'язаний із концепцією фільму, сказав: «Тематичний парк надихнув фільм, а фільм, у свою чергу, надихнув парк». Негритянська міфологія була включена у фільм відповідно до парку розваг, що має філіппінську фантастичну тематику. Чотири головних герої Бой Бакунава, Мара Марапара, Пет Патаг і Кіт Канлаон, які представляють чотири елементи, були натхненні фольклором негрів.
Мобільна гра для iOS, яка представлена у фільмі, була створена за мотивами відеоігор Pokémon.
Галлага помер ще до виходу фільму 7 травня 2020 року, але виробництво «Магікленду» продовжилося, і до липня 2020 року фільм був завершений на 80 %.

## Поширення
«Магікленд» став доступним через Upstream 25 грудня 2020 року як одну з десяти офіційних заявок на кінофестиваль <i>Metro Manila Film Festival</i> 2020, який було змінено на цифрову подію через пандемію COVID-19. 12 лютого 2021 року фільм демонструвався у вибраних кінотеатрах у регіонах із пом'якшеними карантинними обмеженнями, а також у KTX та iWantTFC. 1 серпня 2021 року фільм також був доступний для трансляції на Netflix.

## Відгуки
Фільм «Магікленд» отримав шість нагород на вечорі нагородження кінофестивалю Metro Manila Film Festival 2020. Фільм отримав схвальні відгуки критиків, зокрема за його технічне виконання, отримавши нагороди за найкращу музичну музику, найкращі візуальні ефекти та найкращий постановочний дизайн. «Магікленд» також був відзначений за найкращу віртуальну презентацію (за його віртуальне плавання на Параді зірок), а також Меморіальну нагороду FPJ. Спеціальний приз журі також посмертно отримав продюсер Пеке Галлага.